# Irish pub

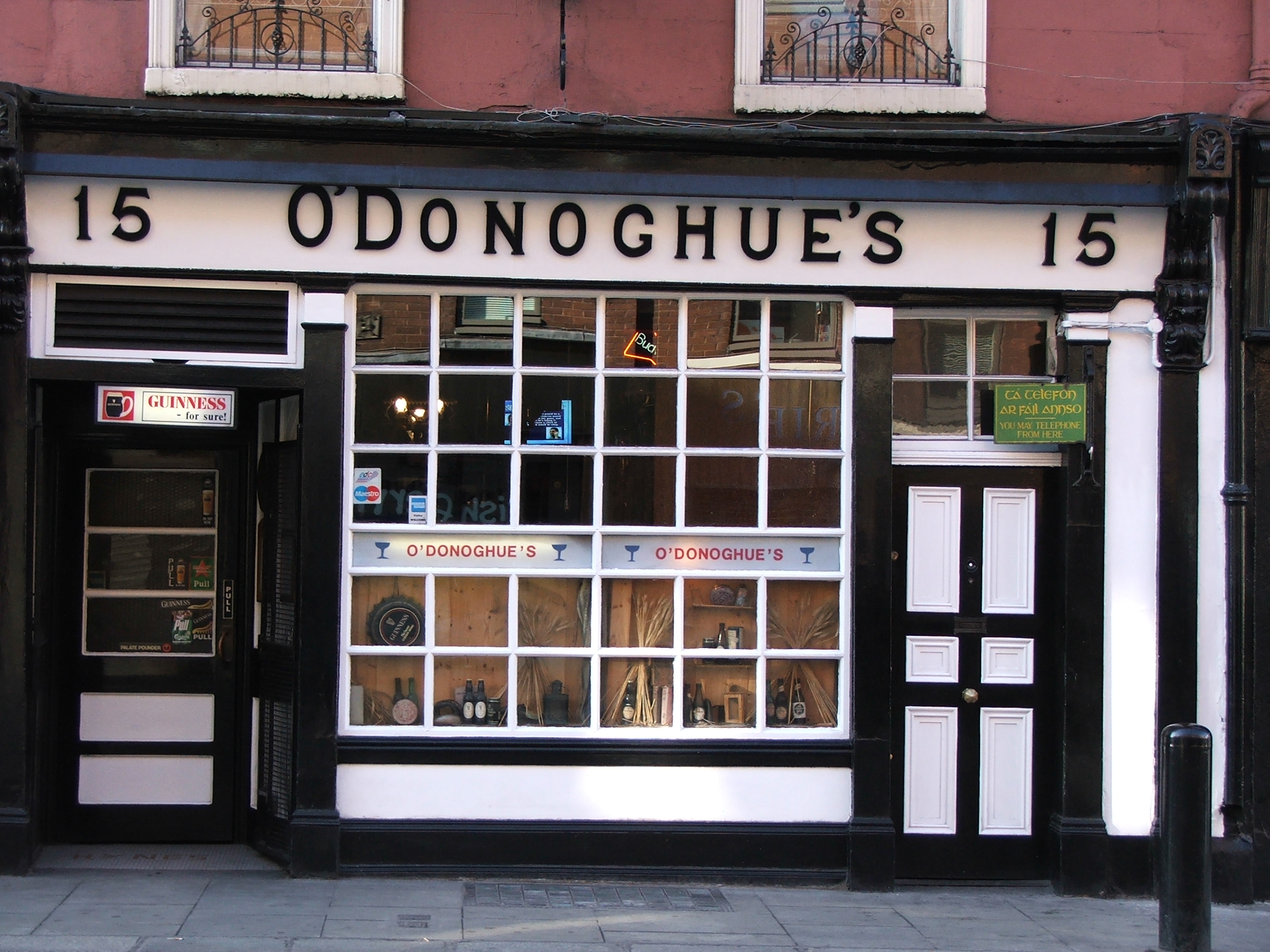
Un pub en Dublín

Un Irish pub es un local público (public house) en el que se sirven bebidas y comidas. El uso del término «bar» para un local de estas características es más común en Irlanda que en el Reino Unido. En 1635 había 1180 pubs licenciados en Dublín. A comienzos del siglo XX los pubs irlandeses eran locales de venta de alcohol (spirit grocery).[cita requerida]
En la década de 1990, se puso de moda el pub irlandés temático, un modelo exportado a numerosos lugares del mundo, con unos 7000 pubs irlandeses en 54 países.

## Pubs irlandeses antiguos
En Irlanda, los dos pubs más antiguos son Sean's Bar en Athlone, condado de Westmeath, según el Libro Guinness, el pub más antiguo también de las islas británicas, y que data del siglo X, y The Brazen Head, el pub más antiguo de Dublín, que data de 1198. El Grace O'Neill's, en Donaghadee, condado de Down, ostenta el título de «pub con licencia más antigua», concedida en 1611.

## Diáspora

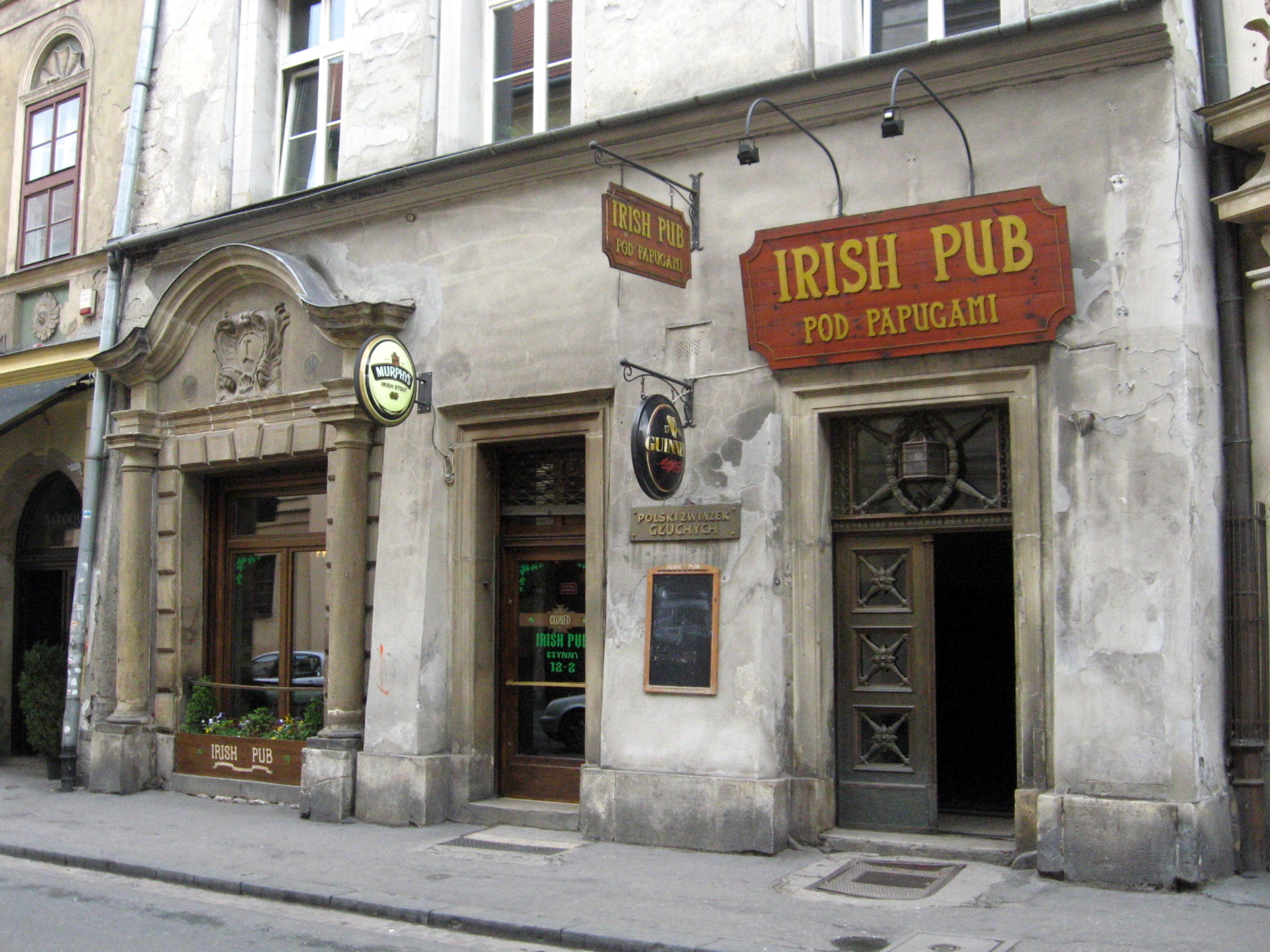
Irish pub en Cracovia, Polonia

En parte debida a la diáspora irlandesa, a principios de la década de 1990, el Irish Pub Company, una empresa asociada a la cervecera Guinness, abrió su primer establecimiento. A finales de la década, la franquicia tenía 2000 pubs irlandeses temáticos, basado en cinco típicos estilos —«pub rural», «tienda tradicional», «fábrica de cerveza», «Victoriano» y «celta»— en toda Europa.